# Illegal Alien
Illegal Alien è un singolo del gruppo musicale inglese Genesis, pubblicato nel 1984 ed estratto dall'album Genesis.

## Tracce

### 7"
Lato A
1. Illegal Alien – 4:33

Lato B
1. Turn It On Again (Live) – 5:24

## Formazione
- Phil Collins – batteria, percussioni, voce, tromba
- Tony Banks – tastiera, cori
- Mike Rutherford – chitarra, basso, cori

## Classifiche
| Classifica (1984)             | Posizione massima |
| ----------------------------- | ----------------- |
| Canada                        | 41                |
| Irlanda                       | 21                |
| Regno Unito                   | 46                |
| Stati Uniti                   | 44                |
| Stati Uniti (mainstream rock) | 21                |